# Дафи Дък и фантастичния остров
„Дафи Дък и фантастичния остров“ (на английски: Daffy Duck's Fantasy Island) е американски анимационен филм от 1983 г. на „Шантави рисунки“, който е компилация от класическите анимационни късометражни филми на Warner Bros. и анимационни преодоляващи сцени, водени от Дафи Дък и Спийди Гонзалес. Това е първият компилационен филм на „Шантави рисунки“, в който централна фигура е Дафи Дък, докато предишните два филма са центрирани около Бъгс Бъни.
Бележката в крайните надписи посвещава филма на аниматора Джон Дън, „който го вдъхновява“. Дън умира от сърдечен удар в Сан Фернандо, Калифорния на 17 януари 1983 г., няколко месеца преди излизането на филма.

## Озвучаващ състав
- Мел Бланк – Дафи Дък, Спийди Гонзалес, Йосемити Сам, Бъгс Бъни, Тазманийския дявол, Фогхорн Легхорн, Пепе ле Пю, Спайк, Порки Пиг, Силвестър, Туити, Врани
- Джун Форей – Баба, Госпожа Силвестър, Мис Приси
- Лес Трeмейн